# Barembach
Barembach település Franciaországban, Bas-Rhin megyében. Lakosainak száma 829 fő (2022. január 1.). Barembach Russ, Grendelbruch, Natzwiller, Rothau és Schirmeck községekkel határos.

## Népesség
A település népességének változása:
| Lakosok száma | 877  | 886  | 905  | 874  | 856  | 838  | 827  | 826  | 829  |
|               | 2013 | 2015 | 2016 | 2017 | 2018 | 2019 | 2020 | 2021 | 2022 |